# Pridvorica (gmina Lajkovac)
Pridvorica (cyr. Придворица) – wieś w Serbii, w okręgu kolubarskim, w gminie Lajkovac. W 2011 roku liczyła 190 mieszkańców.